# 南非兰特
南非蘭特（South African Rand，原符号：R；标准符号：ZAR，又稱锾）為南非所通用的貨幣。紙幣面額有10、20、50、100、200蘭特。硬幣面值有5、10、20、50分和1、2蘭特、5蘭特。1蘭特=100分。南非兰特由南非储备银行（中央银行）发行。
南非蘭特管理行雙重匯率體系。官方固定匯率為1蘭特兌換定額美元，由此基礎上行浮動商業匯率，適用於外貿、官方資本轉移及經常項目支付。

## 流通中的貨幣

### 硬幣
- 10 分
- 20 分
- 50 分
- 1 蘭特
- 2 蘭特
- 5 蘭特

### 紙幣

#### 1961年

南非在1961年發行的四款紙幣系列。

- 1 兰特
  - 正面：扬·范·里贝克
  - 背面：獅子
- 2 兰特
  - 正面：扬·范·里贝克
  - 背面：獅子
- 10 兰特
  - 正面：扬·范·里贝克
  - 背面：船舶
- 20 兰特
  - 正面：扬·范·里贝克
  - 背面：礦

#### 1970年

南非在1970年發行的五款紙幣系列。

- 2 兰特
  - 正面：扬·范·里贝克、基礎設施
  - 背面：採礦
- 5 兰特
  - 正面：扬·范·里贝克、鑽石
  - 背面：採礦
- 10 兰特
  - 正面：扬·范·里贝克、山龙眼
  - 背面：農業
- 20 兰特
  - 正面：扬·范·里贝克、格魯特康斯坦
  - 背面：扬·范·里贝克的登陸部隊、南非国徽
- 50 兰特
  - 正面：扬·范·里贝克、獅子
  - 背面：自然環境

#### 1992年

南非在1992年發行的五款紙幣系列。

- 10 兰特
  - 正面：犀牛
  - 背面：農業
- 20 兰特
  - 正面：大象
  - 背面：採礦
- 50 兰特
  - 正面：獅子
  - 背面：製造業
- 100 兰特
  - 正面：非洲水牛
  - 背面：旅遊
- 200 兰特
  - 正面：豹
  - 背面：交通和通訊

#### 2005年

南非2005年發行的五款紙幣系列。

- 10 兰特
  - 正面：犀牛
  - 背面：農業
- 20 兰特
  - 正面：大象
  - 背面：採礦
- 50 兰特
  - 正面：獅子
  - 背面：製造業
- 100 兰特
  - 正面：非洲水牛
  - 背面：旅遊
- 200 兰特
  - 正面：豹
  - 背面：交通和通訊

#### 2012年

南非在2012年發行的五款紙幣系列，沿用至今。

- 10 兰特
  - 正面：纳尔逊·曼德拉
  - 背面：犀牛
- 20 兰特
  - 正面：纳尔逊·曼德拉
  - 背面：大象
- 50 兰特
  - 正面：纳尔逊·曼德拉
  - 背面：獅子
- 100 兰特
  - 正面：纳尔逊·曼德拉
  - 背面：非洲水牛
- 200 兰特
  - 正面：纳尔逊·曼德拉
  - 背面：豹

## 外部參考
- 南非貨幣匯率管理簡史
- 標準銀行